# Centre international de recherches et d'information sur l'économie publique, sociale et coopérative
Le Centre international de recherches et d'information sur l'économie publique, sociale et coopérative (CIRIEC) est une organisation non gouvernementale scientifique internationale d'études de l'action publique dans les domaines économiques (services publics, entreprises publiques et mixtes, économie sociale et solidaire, coopératives...).

## Histoire
Le Comité international de recherches et d’information sur l’économie collective (CIRIEC) est fondé en 1947 par Edgard Milhaud, enseignant à la faculté des Sciences économiques et sociales de Genève, fondateur en 1908 de la revue « Les Annales de l’économie collective ». Il appartenait depuis 1912 à l’Alliance coopérative internationale (ACI) et à l’Office technique de la Fédération nationale des coopératives de consommation (FNCC).
Le CIRIEC relance la parution de la revue est trimestrielle des Annales de l'économie collective, créées en 1908 par Edgard Milhaud sous le titre d'« Annales de la Régie directe », qui furent rebaptisées en 1925, puis s'arrêtèrent en 1943.

## Organisation
Le CIRIEC est organisé autour de 14 sections nationales[réf. nécessaire].
Le CIRIEC fait partie des réseaux internationaux de chercheurs avec Émergence des entreprises sociales (EMES), au même titre que les réseaux français de l’Association pour le développement des données sur l’économie sociale (ADDES), le réseau interuniversitaire de l’économie sociale et solidaire (RIUESS), l’Association d’économie sociale (AES) ou la Revue des études coopératives mutualistes et associatives (Recma),.

## Directions
- Bernard Thiry, président,
- Alain Arnaud, président d’honneur du Ciriec-International[1].